# Salvador Raurich i Ferriol
Salvador Raurich i Ferriol (Londres, Regne Unit, 1869 - Barcelona, 1945) fou un músic i astrònom català, nascut a Anglaterra. Compongué sardanes, obres de cambra i dues sarsueles. Una d'aquestes, La conquista de papá, tingué força anomenada a la seva època. El 1909, Raurich fotografià el cometa Halley, des del seu observatori a Barcelona. El 2009, l'Agrupació Astronòmica de Sabadell va publicar el seu text inèdit, Tratado de astronomía práctica para el aficionado.

## Obres

### Musicals
- La cançó del taper (1904), sardana[2]
- La conquista del papá, juguet cómich-lírich en 1 acte i en vers (1893?), llibret de M. Figuerola Aldrofeu
- Deseos, melodia para canto y piano, lletra de José A. Torres
- Flor d'estiu, sardana[2]
- Gratitud, habanera para piano (1893?)
- Maria Eugènia, sardana[2]
- Matilde, mazurka de salón para piano (1893?)
- Ondina, habanera para piano (1894?)
- Pregària (1904), sardana[2]
- Sensitiva, habanera para piano (1892?)

### Bibliogràfiques
- «La Clarividencia del abate Kircher». Boletín de la Sociedad Astronómica de Barcelona, Año VI, Vol. III, n. 7-52, Agosto-Septiembre, 1915.
- Contrapàs sardà per a piano, dansa contemporània de la sardana empordanesa, que tocava al començament del sigle XIX la cobla d'en Pep Ventura, revisat, armonitzat i transcrit per a cobla moderna [inclou una explicació de com ballar aquesta dansa].  Barcelona: Boileau y Bernascon, abans del 1928 (Emporion, 1).
- «De la historia de Bagur». Boletín de la Real Academia de Buenas Letras de Barcelona, XVII, 1944, pàg. 239-251.
- «Estereoscopias del Sol y del paso de Mercurio». Boletín de la Sociedad Astronómica de Barcelona, Año VI, Vol. III, n. 5-50, 5-1915.
- «En Josep Pella i Forgas, nota biogràfica». Homenatge a En Josep Pella i Forgas, 1852-1918, historiador del Empordà, jurisconsult, fill ilustre de Bagur, 1918.
- Recorts d'una evolució musical a l'Empordà: la obra musical del preuat mestre empordanès N'Albert Cotó: assaig crític i biogràfic.  Palafrugell: P.Ribas, 1913.
- Oliver, Josep M. (introducció, notes i resum biogràfic); Fullola, Josep M. (resum biogràfic); Fullola, Montserrat (prefaci i nota biogràfica); Lluís, Josep M. (prefaci); Fullola, Teresa (prefaci). Tratado de astronomia práctica para el aficionado : obra inédita. Escrita en 1914. Revisada 1939.  Sabadell: Agrupación Astronómica de Sabadell, 2009. ISBN 9788461334155, 9788461334148.